# Капустинці (Тернопільський район)
Капу́стинці —село в Україні, у Збаразькій міській громаді Тернопільського району Тернопільської області. Розташоване на річці Гнізна, на півночі району. До 2020 центр сільради, якій були підпорядковані села Зарудечко, Капустинський Ліс, Мусорівці.
Населення — 204 особи (2001).

## Історія
Поблизу Капустинець виявлено пам'ятки трипільської культури та поховання перших століть н. е.
Засноване у першій половині XIX ст.
Внаслідок зливи 1908 село було підтоплене.
Діяли «Просвіта», «Союз українок» та інші українські товариства.
12 червня 2020 року, відповідно до Розпорядження Кабінету Міністрів України від  № 724-р «Про визначення адміністративних центрів та затвердження територій територіальних громад Тернопільської області», село увійшло до складу Збаразької міської громади.
19 липня 2020 року, в результаті адміністративно-територіальної реформи та ліквідації Збаразького району, село увійшло до складу новоутвореного Тернопільського району.
У кар"єрі біля села - вода аквамаринового кольору.

## Релігія
- церква святого архістратига Михаїла (мурована, УГКЦ).

## Пам'ятники
Споруджено пам'ятник воїнам-односельцям, полеглим у німецько-радянській війні (1970), встановлено «фігуру» Матері Божої (1992).

## Соціальна сфера
Діють загальноосвітня школа І—ІІ ступенів, клуб, бібліотека, ФАП, торговельний заклад.

## Відомі люди

### Народилися
- літератор О. Шуплат.

### Проживали
- посол до австрійського парламенту Я. Остапчук.

## Галерея

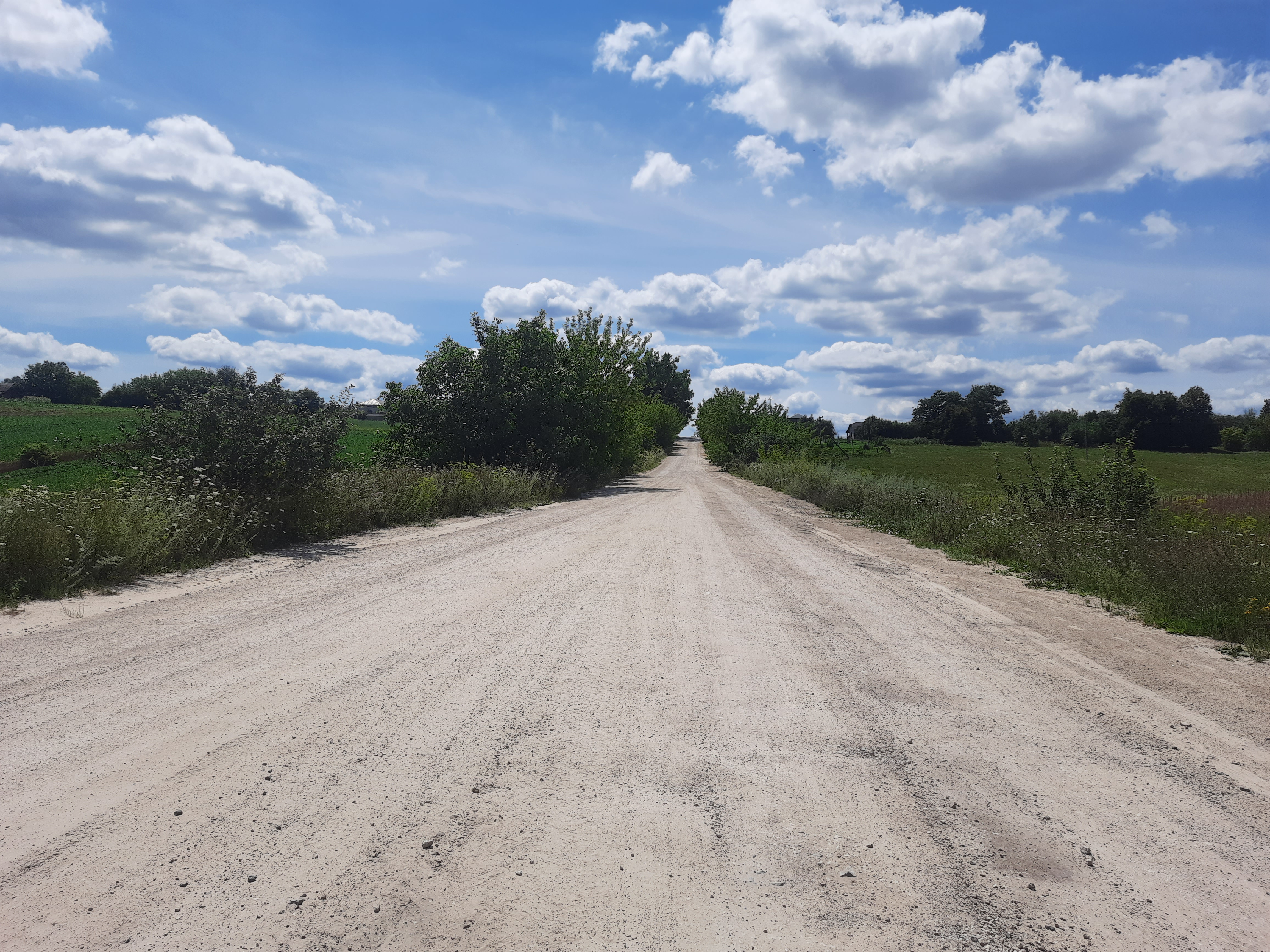
Дорога в село
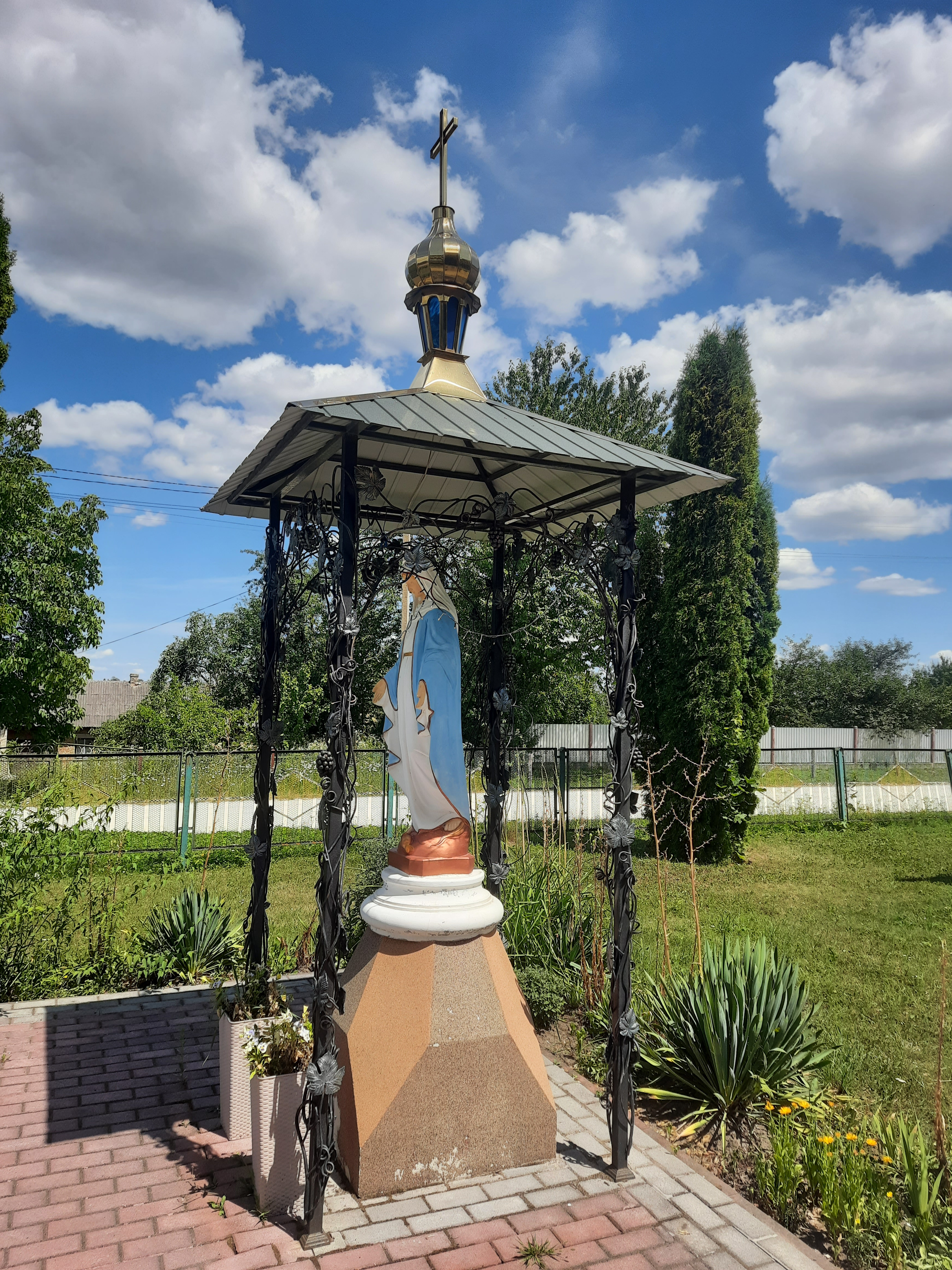
Статуя Божої Матері
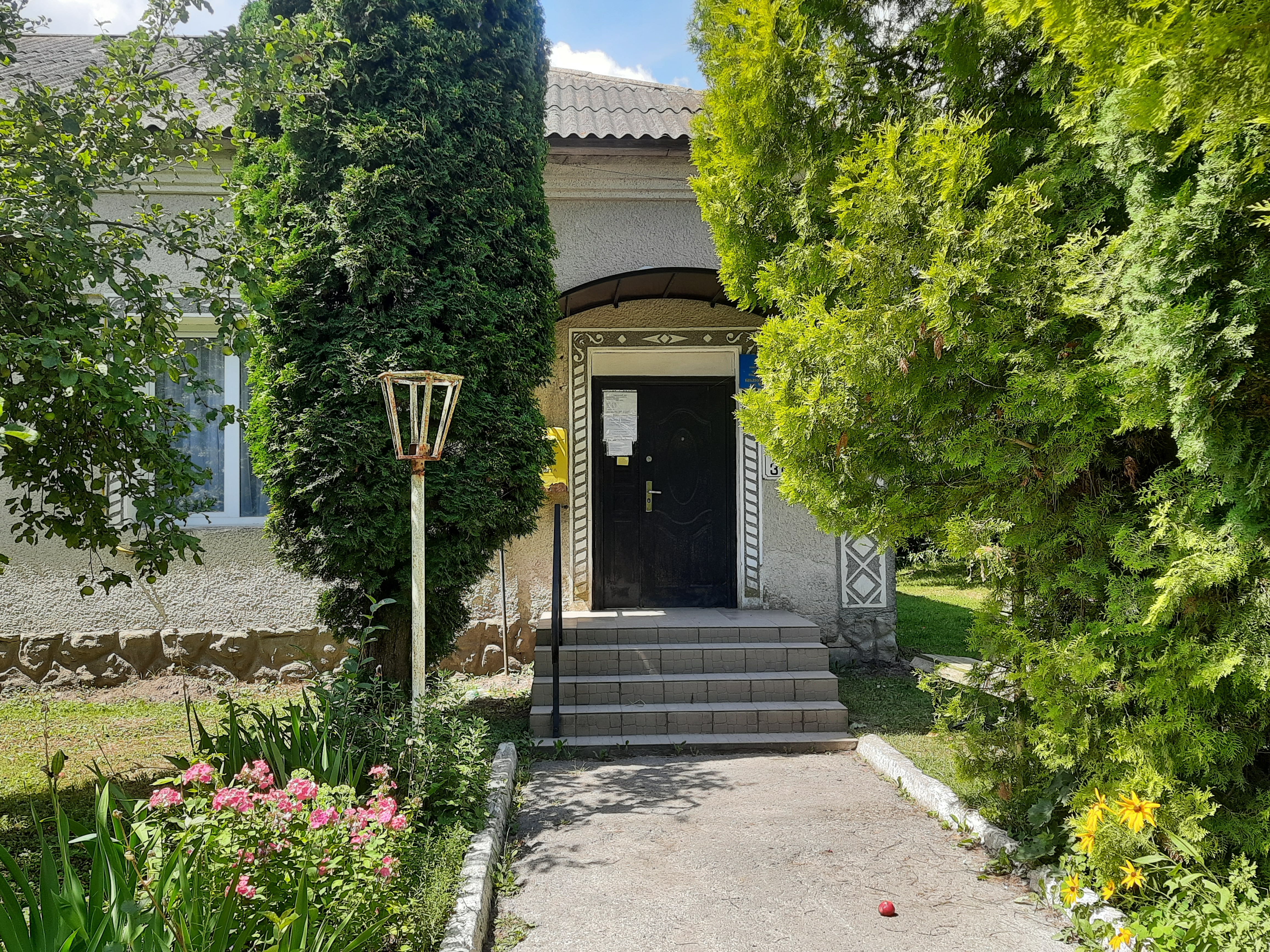
Бібліотека
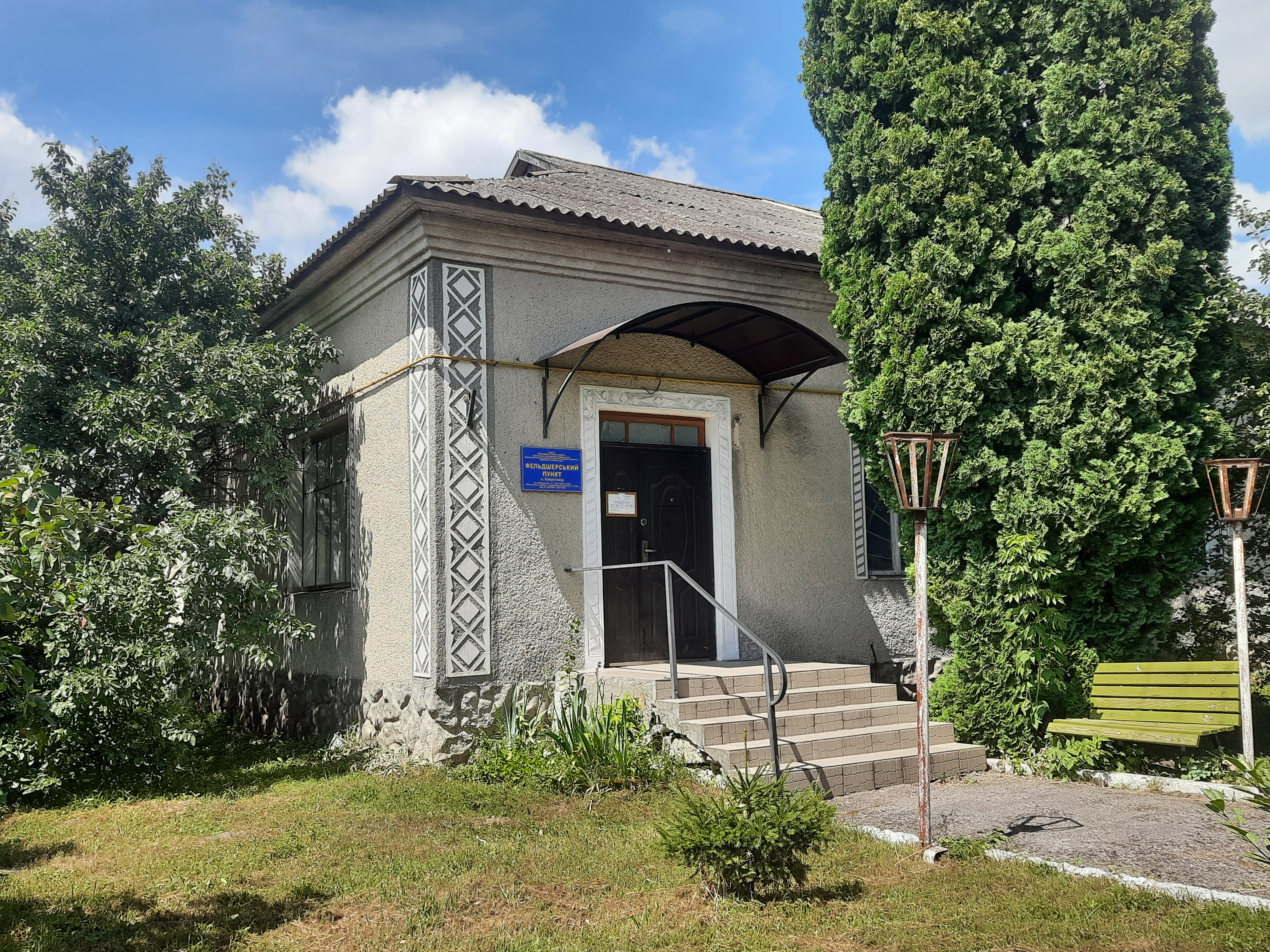
Фельдшерський пункт
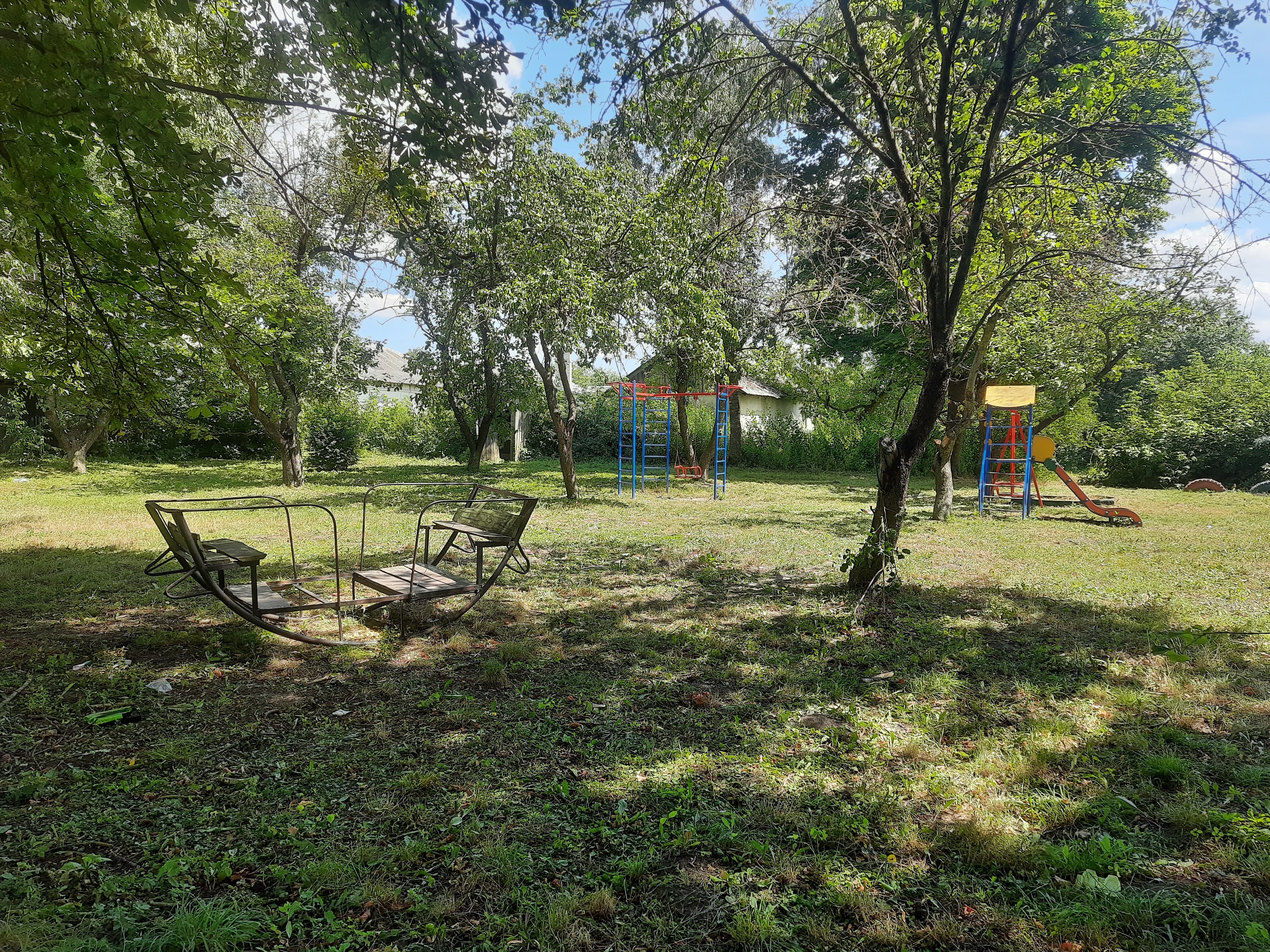
Дитячий майданчик